# 郝家坪戰國墓葬群
郝家坪戰國墓葬群位於四川省廣元市青川縣喬莊鎮，文物遺址年代判定為戰國。2002年12月27日公佈為四川省第六批省級文物保護單位。2013年3月5日列為第七批全國重點文物保護單位。